# Musée ferroviaire canadien
Exporail, le Musée ferroviaire canadien
Le Musée ferroviaire canadien (en anglais : Canadian Railway Museum) est un musée des transports sur rail situé à Saint-Constant, au Québec, à proximité de Montréal. Il est également connu sous le nom commercial Exporail (slogan complet Exporail, le musée ferroviaire canadien), qui lui a été attribué lors de sa dernière campagne de développement. Il détient la plus importante collection au Canada d'équipements ferroviaires, soit plus de 160 véhicules dont des locomotives, des wagons de marchandises, des voitures pour passagers et des tramways. De plus, Exporail conserve près de 10 000 petits objets et 400 000 documents d'archives. Le centre d'archives est agréé et est ouvert la semaine au public (sur rendez-vous). Plusieurs activités extérieures sont accessibles aux visiteurs durant l'été dont une balade en tramway, un circuit de train de jardin et un train de passagers.

## Histoire

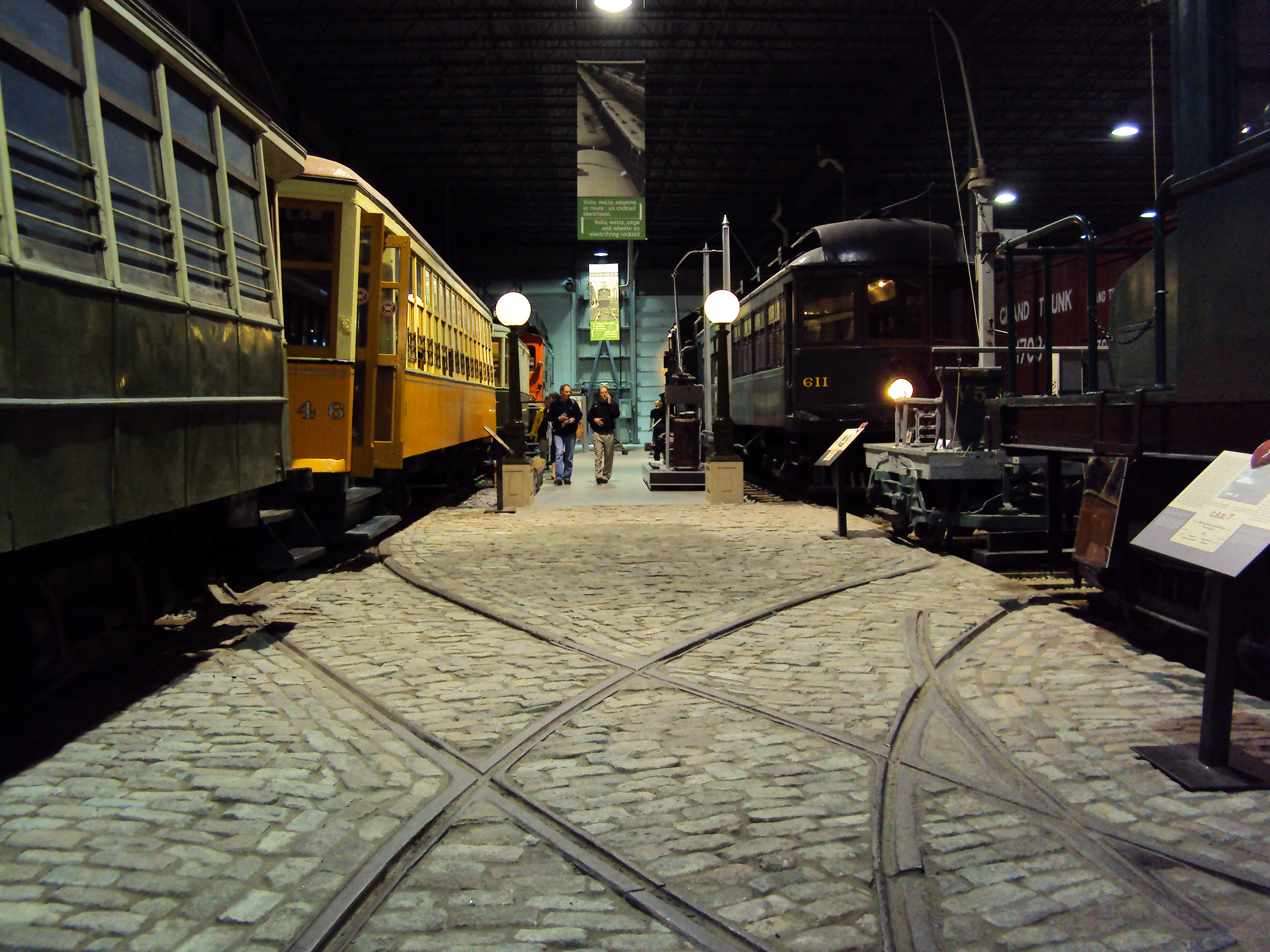
Section tramway du hall principal.

En 1961, l’Association canadienne d’histoire ferroviaire (en) (ACHF) fonde le Musée ferroviaire canadien. L'organisme qui sauvegardait des objets, des documents, et des véhicules depuis 1932 choisit ainsi de valoriser sa collection unique en la présentant au public. Le Musée en cours de constitution reçoit alors un soutien financier des gouvernements fédéral et provincial. Exporail possède aujourd'hui une des collections ferroviaires les plus grandes au Canada réputée pour sa qualité et sa mise en valeur. Cette qualité a été reconnue officiellement en février 2007 sur proposition en 2006 du Comité permanent du patrimoine canadien qui a recommandé la reconnaissance officielle d'Exporail en tant que musée national canadien des chemins de fer, ce qui permet de lui affecter des crédits à long terme venant d’une autre source que le Programme d’aide aux musées,,.
Le musée a également été distingué en 2011 par le Canadian Railway Hall of Fame pour sa collection de matériels et de documents.

### Première phase 1965 à 1979

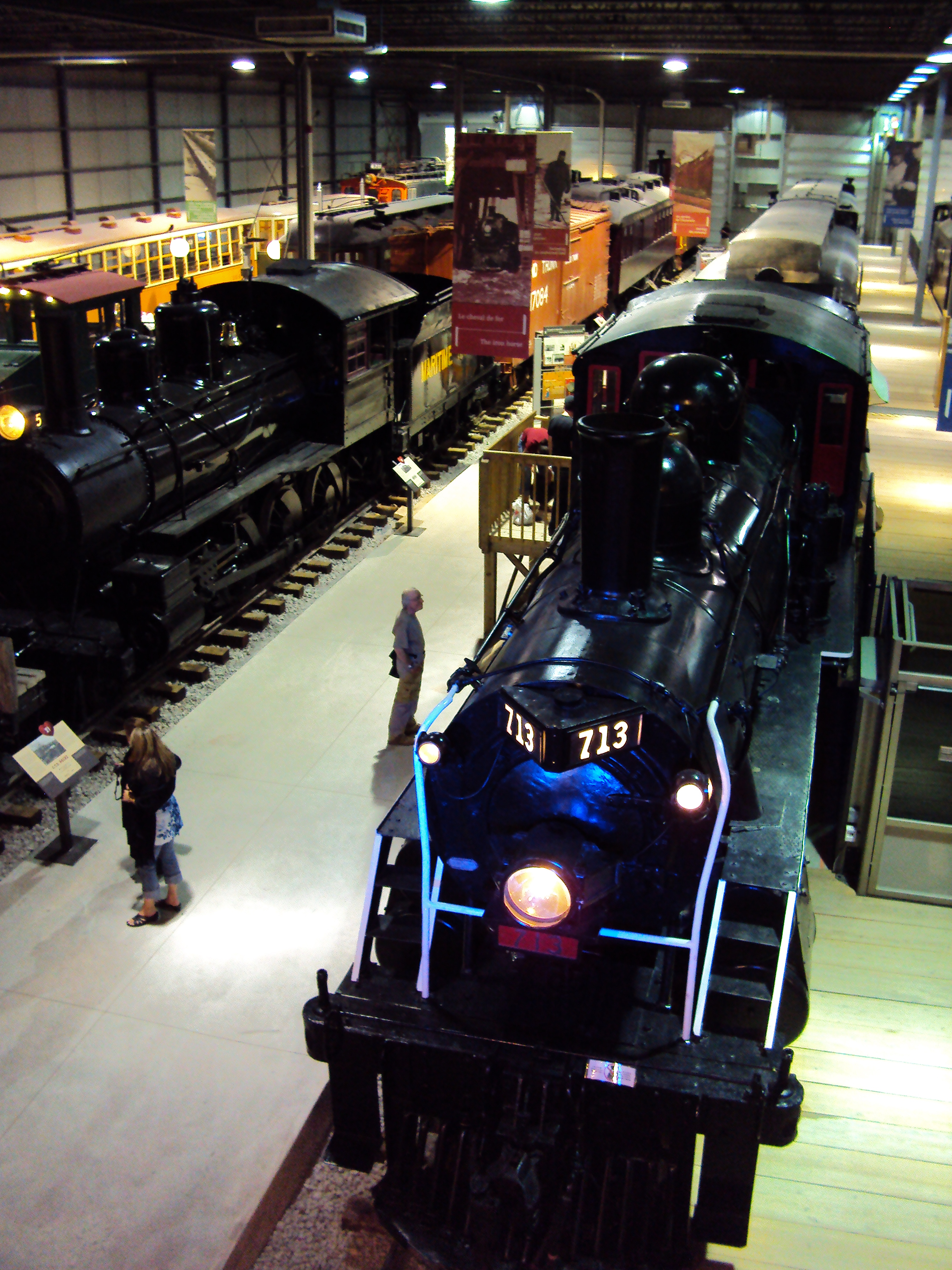
Vue du pavillon Angus depuis la mezzanine.

Le Musée ouvre officiellement ses portes en 1965 et présente au public 25 tramways, 20 locomotives à vapeur et 5 voitures de passagers. Le musée souligne et valorise les particularités ferroviaire canadiennes qui  dessert dans des conditions climatiques et géographiques difficiles une population et une industrie dispersées sur de grandes distances. Des bénévoles s'impliquent dans le fonctionnement du musée. Ils construisent la plupart des voies ferrées du site, conduisent les matériels présentés lors de la saison estivale, servent de guides et travaillent à la restauration. De 1965 à 1970, le musée double sa capacité d’entreposage, construit une reproduction d'un édifice historique (la gare Barrington). Grâce à un don des trois filles de Charles Melville Hays, l’un des présidents de la compagnie de chemin de fer Grand Tronc, décédé sur le Titanic en 1912, un bâtiment pour conserver la bibliothèque et les archives de l'association est bâti en 1971. En 1978, le gouvernement fédéral accorde au Musée le titre exclusif à ce jour pour le Canada de « musée spécialisé sur les chemins de fer ainsi que des fonds pour acquérir une ligne ferroviaire de desserte, et soixante-deux acres de terrains, à Delson/Saint-Constant.
La valeur patrimoniale des pièces détenues par ce musée lui a permis en  1978, d'être reconnue par les Musées nationaux du Canada en tant que musée de référence pour la conservation et la présentation chemins de fer canadiens. En 1979, le ministère des Affaires culturelles du gouvernement du Québec, lui a accordé son accréditation (statut dit de classe 1) qui est automatiquement accompagnée d'une subvention annuelle de fonctionnement.

### 1992, lancement de la phase Exporail
En 1992, un nouveau projet de développement est lancé sous le nom d'Exporail. Le projet représente un investissement de 12 millions de dollars canadiens. Pendant cette période, le Musée procède à la rénovation du pont tournant présent sur sa plateforme et construit l’atelier de restauration (situé à proximité de l'entrée, en bordure de la boucle de tramway). En 1996, c'est la gare de Barrington (présente sur le site entre le hangar de stockage fermé et la réserve de matériel roulante ouverte) qui est restaurée et restituée dans sa forme et son aspect original de 1882.
Le 27 août 2004, Exporail, le Musée ferroviaire canadien est officiellement ouvert au public. Ce projet en deux phases, le plus important jamais entrepris par l’ACHF, consiste en une muséographie soignée. Elle envisage la présentation des collections en intérieur et extérieur avec de nombreuses animations et parcours sur le site. Le Pavillon principal Angus de 9 000 mètres carrés présente des matériels roulants par thématiques avec de nombreuses possibilités d'observations intérieures et extérieures. Ce pavillon contient également un magasin, des espaces de restauration, des show-rooms thématiques et une zone d'exposition en mezzanine. Un réseau de chemin de fer miniature ainsi qu'un stationnement et une exposition permanente sont également mis en place.

### Fonds documentaire
Lorsqu'elle fut fondée pour le premier centenaire du chemin de fer canadien, l'ACHF s'était donnée pour première mission de réunir et d'archiver une collection de documents variés sur l'histoire du chemin de fer canadien. L'association a donc amassé des documents aussi divers que des photographies, des fonds de correspondances, des plans et des devis. Ces archives de l'ACHF sont désormais conservées et accessibles sur le site d'Exporail, dans un espace qui leur est consacré au rez-de-chaussée du bâtiment principal du musée. Ils comprennent une centaine de fonds d'archives de compagnies ferroviaires telles que le CN, le CP et le Grand Tronc. Des fabricants de matériels tels que Montreal Locomotive Works et CC& F, ainsi que des héritiers d'industriels importants dans l'histoire du chemin de fer tels que C.M. Hays et William Cornelius Van Horne, ont également confiés leurs fonds à l'association. Ces archives inestimables représentent aujourd'hui plus de 180,000 plans, 144,000 photographies, 200 m de rayonnage de documentation variée.
Ce centre d'archives a désormais son propre centre de documentation, ouvert au public et aux chercheurs. Le centre est accessible au public sur rendez-vous lors des heures d'ouverture. Les demandes de documents peuvent être faites par téléphone, télécopie, via Internet et par courrier. Les demandes sont satisfaites selon les disponibilités de l'archiviste et par ordre d'importance. La base de données documentaire Archilog est pour sa part consultable sur place,.

## Expositions et collections

Plan du Musée. En A, le pavillon Angus, bâtiment principal du musée. En B la réserve fermée. En C la réserve ouverte. Le Museum Express arrive en G. Les arrêts du tramway sont indiqués par le symbole T. CFM indique l'emplacement du chemin de fer miniature. Le bâtiment marqué par D est l'atelier de restauration. Le bâtiment E est l'Édifice Hays. La gare Barrington est indiquée en F.

Le musée est organisé sur une plateforme de 40 hectares. Il comprend un hall d'exposition couvert, des installations d'accueil, des remises ouvertes au public, des faisceaux de voies en extérieur utilisés pour le remisage et la présentation, ainsi qu'un ensemble de dispositifs ferroviaires extérieurs (appareillages, triages, circuits de rails) en partie utilisables pour des évolutions de matériel. Une voie reliée au réseau de la périphérie montréalaise permet à des trains affrétés pour des occasions spéciales de rejoindre le musée. Ces trains intitulés Museum Express sont au départ de la gare Lucien-l’Allier (métro Lucien-L'Allier), au centre-ville de Montréal et fonctionnent en 2011 le 17 juillet, le 21 août, le 18 septembre et le 27 novembre.
La collection du musée comprend en tout:
- trois voitures à cheval.
- 10 000 petits objets reliés à l'histoire ferroviaire.
- 160 véhicules à l'échelle (wagons, voitures, locomotives, automoteurs et tramways).
- 750 modèles réduits ferroviaires à diverses échelles.

### Pavillon principalAngus
Conçu et construit dans le cadre du projet Exporail, le pavillon d’exposition Angus est baptisé du nom de Frederick Forbes Angus, descendant de Richard Bladworth Angus, un des financiers du Canadian Pacific Railway. Frederick F. Angus, décédé en 2007, était l'un des membres les plus actifs de l'Association canadienne d'histoire ferroviaire, un historien réputé et un grand collectionneur. Ce bâtiment qui est le point d'attraction principal du musée met en valeur 44 des plus beaux véhicules ferroviaires restaurés de la collection. Cette collection est l’une des plus importantes au monde avec des pièces majeures dans tous les domaines de l'industrie ferroviaire: tramways, wagons spéciaux, matériels de services, locomotives, métro.
Le pavillon Angus est constitué d'un bâtiment à étage à l'entrée, débouchant sur un hall d'exposition de 9000 mètres carrés[réf. nécessaire]. L'étage permet d'organiser régulièrement des expositions et d'observer la collection du hall depuis la mezzanine.

#### Rez-de-chaussée
- Hall d'exposition du matériel roulant ou Grande galerie d'exposition: elle met en scène une quarantaine de véhicules ferroviaires en taille réelle sur un faisceau de voies.
- Salle d'exposition du CN.
- Salle d'exposition non permanentes : utilisée pour recevoir les évènements organisés par le musée telles que les journées thématiques.
- Salle de projection: le pavillon Angus propose une salle de projection au rez-de-chaussée, qui présente le film « L'Express des Rocheuses » réalisé par Stephen Low. Ce film raconte l'histoire de la locomotive 2816 du Chemin de fer Canadien Pacifique.
- Salle des trains miniatures: mitoyenne de la salle de projection, elle présente la collection de trains miniatures du musée et des circuits d'évolution.

#### Étage
L'étage du bâtiment principal comprend les sections suivantes :
- Mezzanine
- Salle d'exposition modulaire Saint Constant
- Centre des archives

La mezzanine et la salle d'exposition sont régulièrement utilisées pour des opérations évènementielles. En août 2011, une exposition est consacrée au modélisme ferroviaire. Des passionnés de trains miniatures du Québec et de l’Ontario viennent présenter des réseaux animés et interactifs.

### Collection exposée dans la Galerie du pavillon Angus

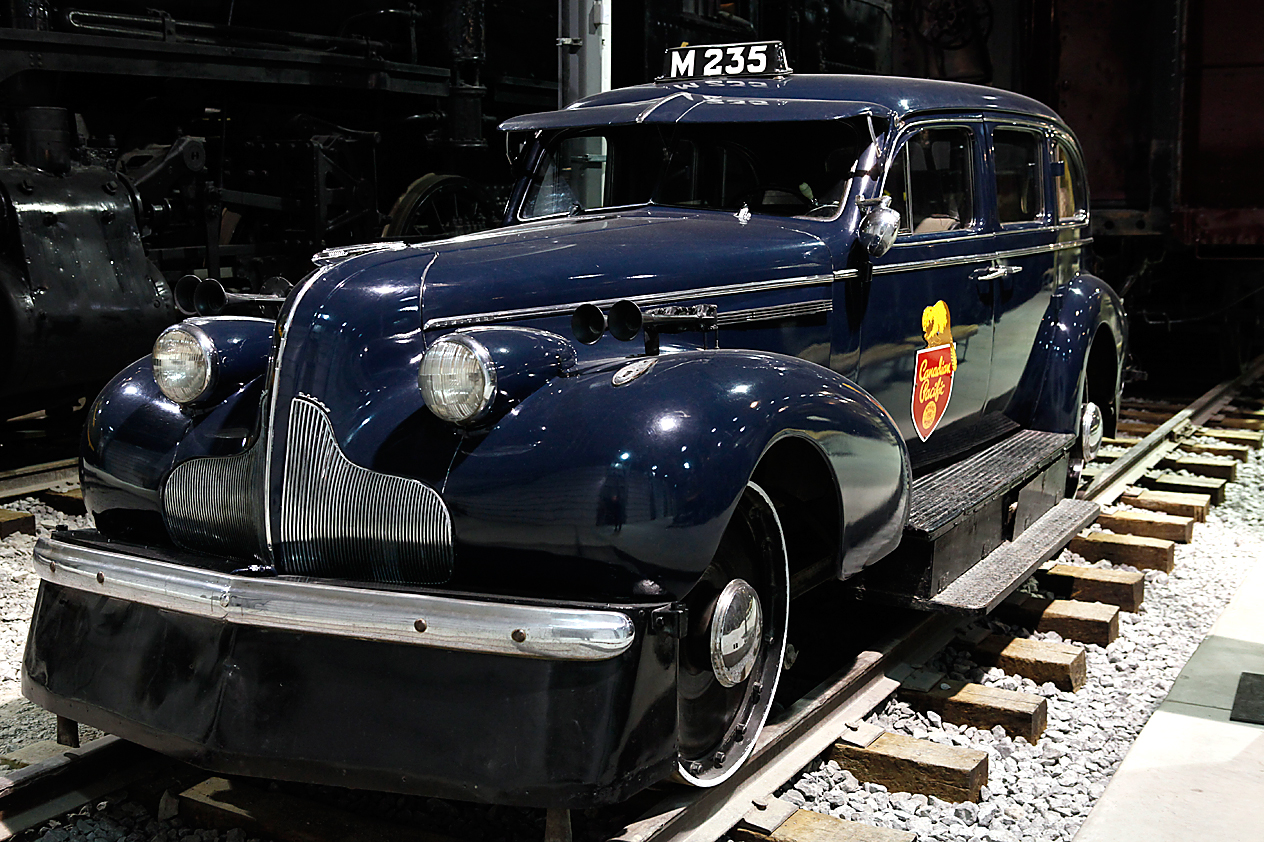
La voiture d'inspection Buick.

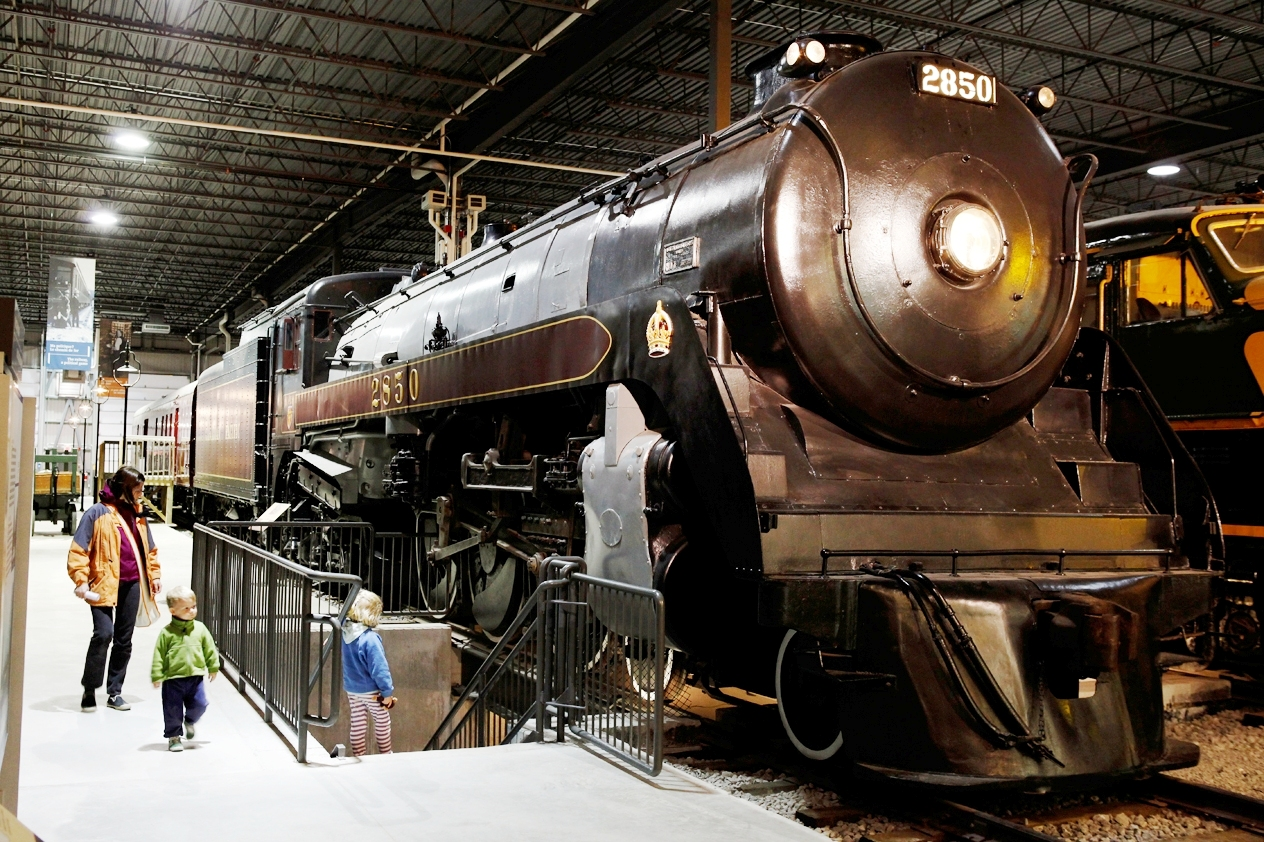
Royal Hudson.

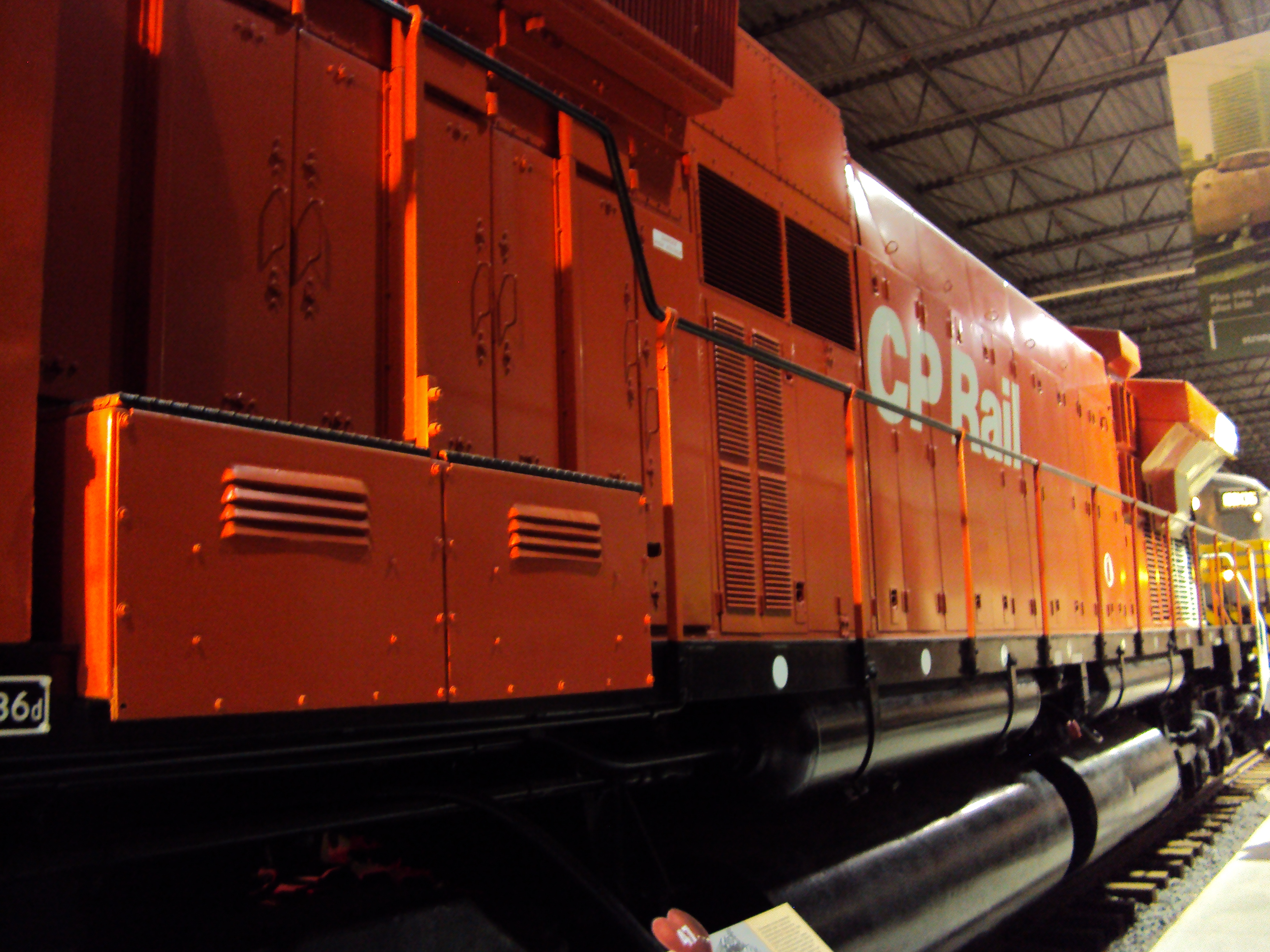
Diesel Électrique CPR 4744.

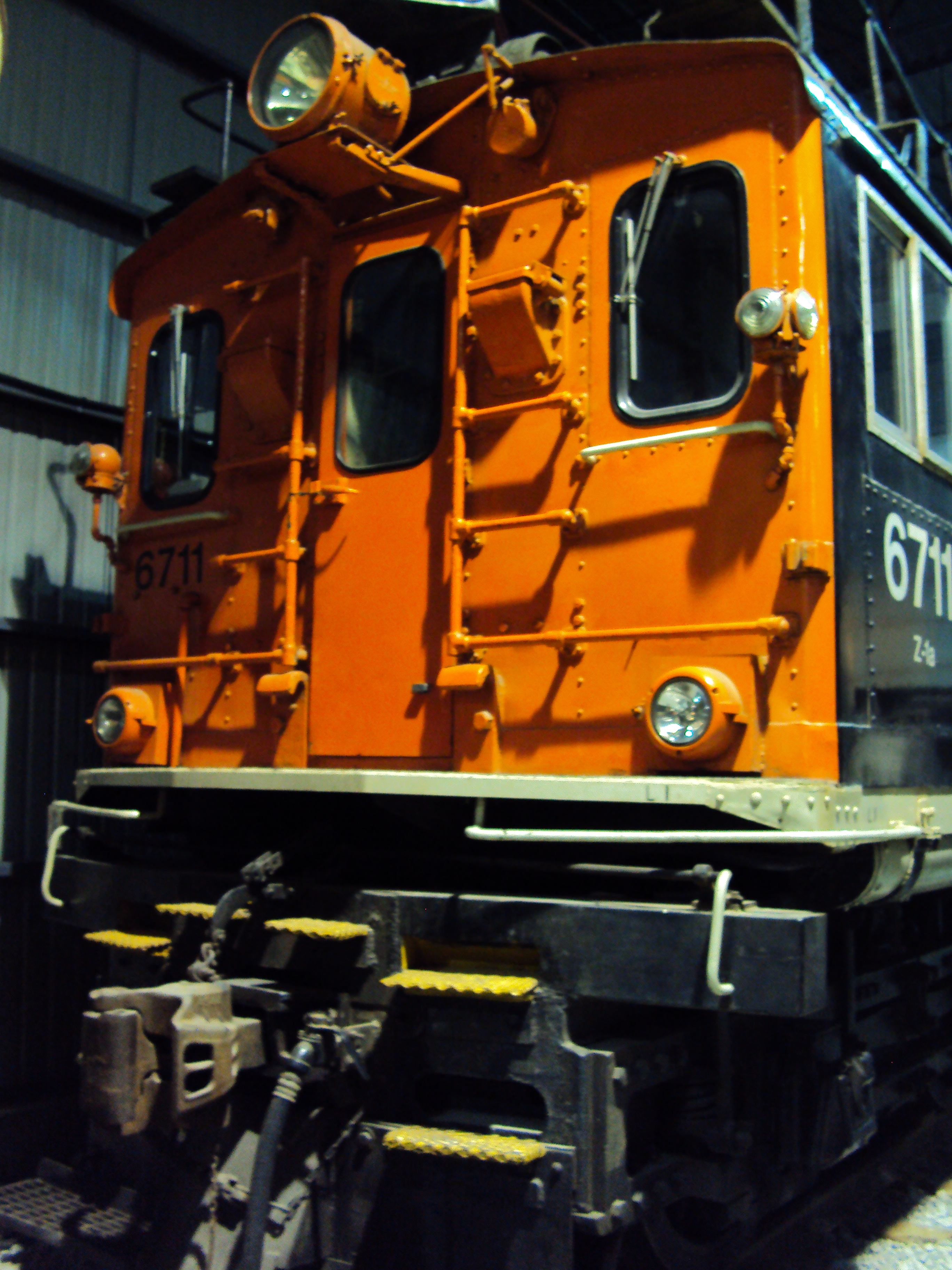
CN 6711.

Avant d'accéder à l'exposition, le pavillon Angus donne à voir dans son corridor une réplique de la locomotive Dorchester 0-2-0 construite par W.G. Cole, L.A. Renaud et T. O'Dowd. On remarquera également la diligence à luges qui était utilisée pour les transports hippomobiles d'hiver dans Montréal. La majeure partie de la collection exposée dans la galerie du pavillon principal est répartie sur un faisceau de 12 voies, divisées en 6 thématiques, présentant une quarantaine de matériels:
- Le rail dans la ville : exposition de tramways et d'engins électriques.
- Au service de l'économie : exposition de wagons et de locomotives.
- De l'Atlantique au Pacifique : des pièces majeures et à haute puissance.
- La domination du rail : qui présente des matériels utilisés dans la vie de tous les jours.
- À la croisée des voies:  locomotives diesels et utilitaires.
- Les défis du transport ferroviaire : avec notamment le déneigeur rotatif, ou la massive diesel électrique 4744.

De nombreux aménagements sont prévus pour enrichir l'expérience du visiteur. Des passerelles permettent d'examiner les wagons, les voitures et leurs contenus à hauteur de plancher, et certains véhicules sont ouverts. Une fosse située en dessous de la Royal Hudson et de la 6765 permet d'observer les mécaniques des locomotives.
- Métro:
  - MR-63 81-502: depuis le 12 octobre 2018 la première et dernière voiture MR-63 à avoir circulé dans le réseau de métro de Montréal est exposée au musée. Elle a la particularité, comme ces pairs, d’être sur pneumatique et 100% électrique.
- Tramways:
  - Tramway observatoire de Montréal: le premier tramway observatoire (ou char observatoire) fut mis en service à Montréal l'été 1905. Il était utilisé pour les excursions populaires "Tour des deux montagnes". Le coût d'une excursion complète était de 25 cents. La version présentée date de 1924. Ce tramway découvert a pour particularité d'être organisé en sept rangées de sièges doubles, placés en paliers, permettant ainsi de dégager la vue des passagers[12].
  - Le Rocket, premier tramway électrique de Montréal. Ce tramway fut engagé en ligne le 21 septembre 1892 au départ de la rue Craig, portant le numéro 150. Il avait été construit à Saint-Louis, Missouri, par la société Brownell Car Company. Il a fonctionné jusqu'en 1914 avant d'être stocké puis restauré pour participer au défilé d'adieu du service de tramway de Montréal en 1959. Depuis 1963, il appartient à  la collection du Musée ferroviaire canadien[13].
  - Tramway M&SC 611 de la compagnie Montreal & Southern Counties.
- Locomotives:
  - Royal Hudson 2850, locomotive à vapeur qui tira le train royal en 1939 à travers le Canada
  - Locomotive diesel électrique CPR 4744 de 1971
  - Locomotive électrique industrielle CSR 7 de 1901
  - Locomotive diesel CN 6765 du Canadien national de 1958
  - Locomotive électrique CN 6711. Cette locomotive, d'une série de 6, fut fabriquée par General Electric en 1914 pour le Canadian Northern Railway sous le numéro (CNoR) 601. Elle est renommée CN 9101 en 1919, CN 101 en 1949, CN 6711 en 1969 avant d'être retirée en 1995. La série joua un rôle essentiel dans le développement de la ligne Mount Royal Tunnel and Terminal Company (ligne actuelle Montréal-Deux Montagnes) puisqu'elle rendit possible l'exploitation du tunnel de Montréal sous le Mont Royal en mode électrifié[14].
- Utilitaires:
  - Voiture d'inspection Buick de 1946 C.P.R M 235
  - Chasse-neige rotatif à vapeur. Engin de déneigement du CN construit par la défunte Montreal Locomotive Works et utilisé entre les années 1930 et 60.
- Wagons:
  - La Saskatchewan, voiture privée de Sir William Van Horne: elle fut construite en 1883 par la société Barney and Smith Car Manufacturing Company Limited (États-Unis). Il s'agit d'une voiture de fonction qui n'était pas originellement prévu pour l'usage exclusif de William Van Horne. Mais ce dernier occupant successivement les postes de directeur général, de vice-président puis de président de la compagnie du Canadien Pacifique, en fit finalement un usage quasiment exclusif, devenant sa résidence secondaire. Elle lui servira d'ailleurs jusqu'à son dernier souffle, employée dans le train funéraire qui ramena sa dépouille en Illinois en 1915. La Saskatchewan rebaptisée « Québec » finira comme simple voiture de superviseur de district. Elle fut sauvée et restaurée en 1983 en tant que trésor national.
  - Voiture école C.P.R 51[15]. Les voitures écoles ou wagons écoles étaient des écoles itinérantes qui avaient pour siège des voitures de chemin de fer. Elles ont circulé de 1926 à 1967 au Canada dans le nord de l'Ontario et à Terre Neuve. Les voitures-écoles étaient stationnées sur une voie de garage et y restaient pendant cinq jours toutes les six semaines. On peut observer dans celle parfaitement restaurée présentée au musée la salle de classe, et l'appartement de l'instituteur.
  - Voiture de messagerie express C.P.R. 3618 de 1940
  - Wagon frein C.P.R 435288 de 1884
  - La Neville, voiture privée de l'équipe de hockey des Canadiens de Montréal[16]. Cette voiture dans laquelle voyageait l’équipe de hockey du Canadien pendant les coupes Stanley des années 1940 et 50. Elle peut être visitée ponctuellement lors d'expositions thématiques. Cette voiture était parquée sur des voies de garage pendant le match, et était attachée à un train de ligne pour convoyer les hockeyeurs, occasionnant parfois des retards sur les horaires des trains lorsque les matchs étaient prolongés.

### Réserve ouverte
La réserve ouverte des véhicules ferroviaires, située devant le triage, permet de découvrir une vingtaine de véhicules de la collection. Certains sont équipés de rampes pour être visités par le public. On y observe notamment une gigantesque locomotive à vapeur CNR 5702 dont les roues mesurent 2 mètres de diamètre.
La locomotive London and North Eastern Railway Classe A4 4489 Dominion of Canada était (jusqu'en 2012) l'une des pièces majeures de cette réserve : il s'agit d'une locomotive 4-6-2 conçue en utilisant le même dessin que celui des fameuses Mallard imaginées par Sir Nigel Gresley. Il y eut 35 A4 locomotives construites au total. Originellement numérotée 4489, la machine reçut le numéro 10 en mai 1946, en accord avec le schéma de numérotation proposé par  Edward Thompson. Postérieurement à la nationalisation des chemins de fer anglais en 1948, British Railways ajouta 60000 et elle devient la 60010 le 27 octobre 1948. Elle fut donnée à l'ACHF par British Rail et depuis 1966, elle est préservée par le Musée ferroviaire canadien. La Dominion of Canada restorée est maintenant conservée dans le pavillon principal depuis le 21 juin 2014. Ils possèdent également un LB&SCR A1 Terrier 54 Waddon et un SNCF 030 Ouest 1904 à 2244 030 C 841. 

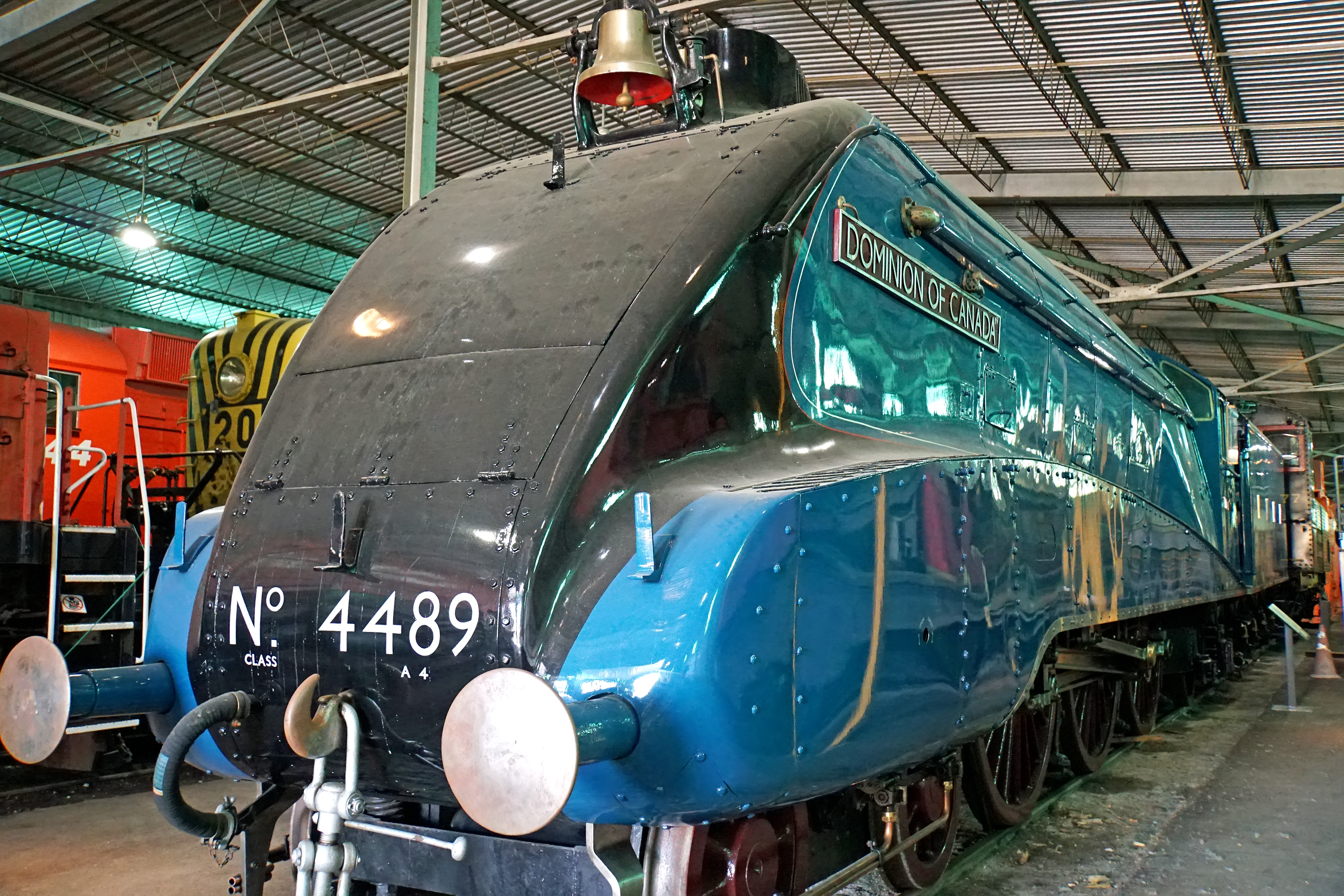
LNER Classe A4 4489 Dominion of Canada.
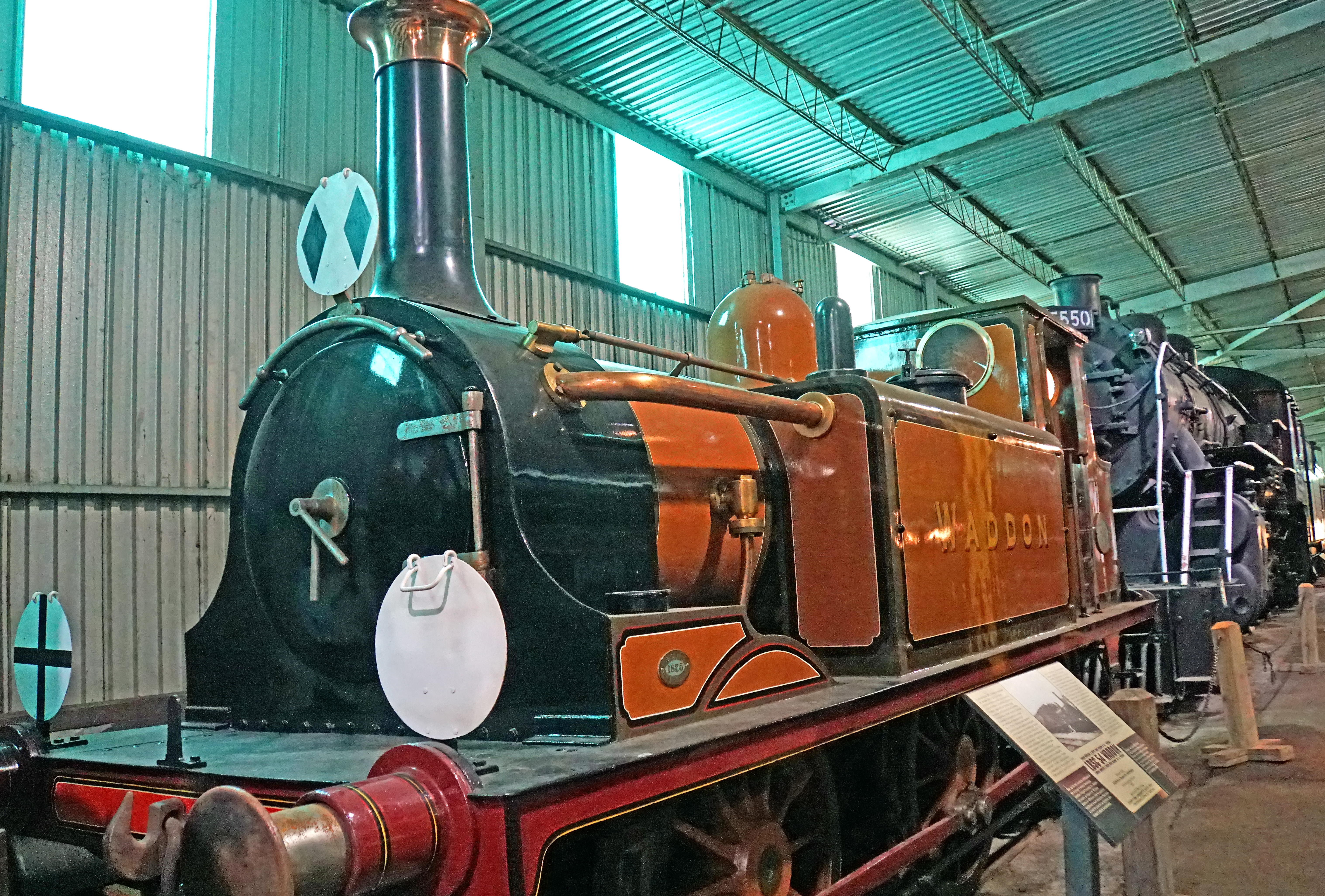
LB&SCR Classe A1 54 Waddon.
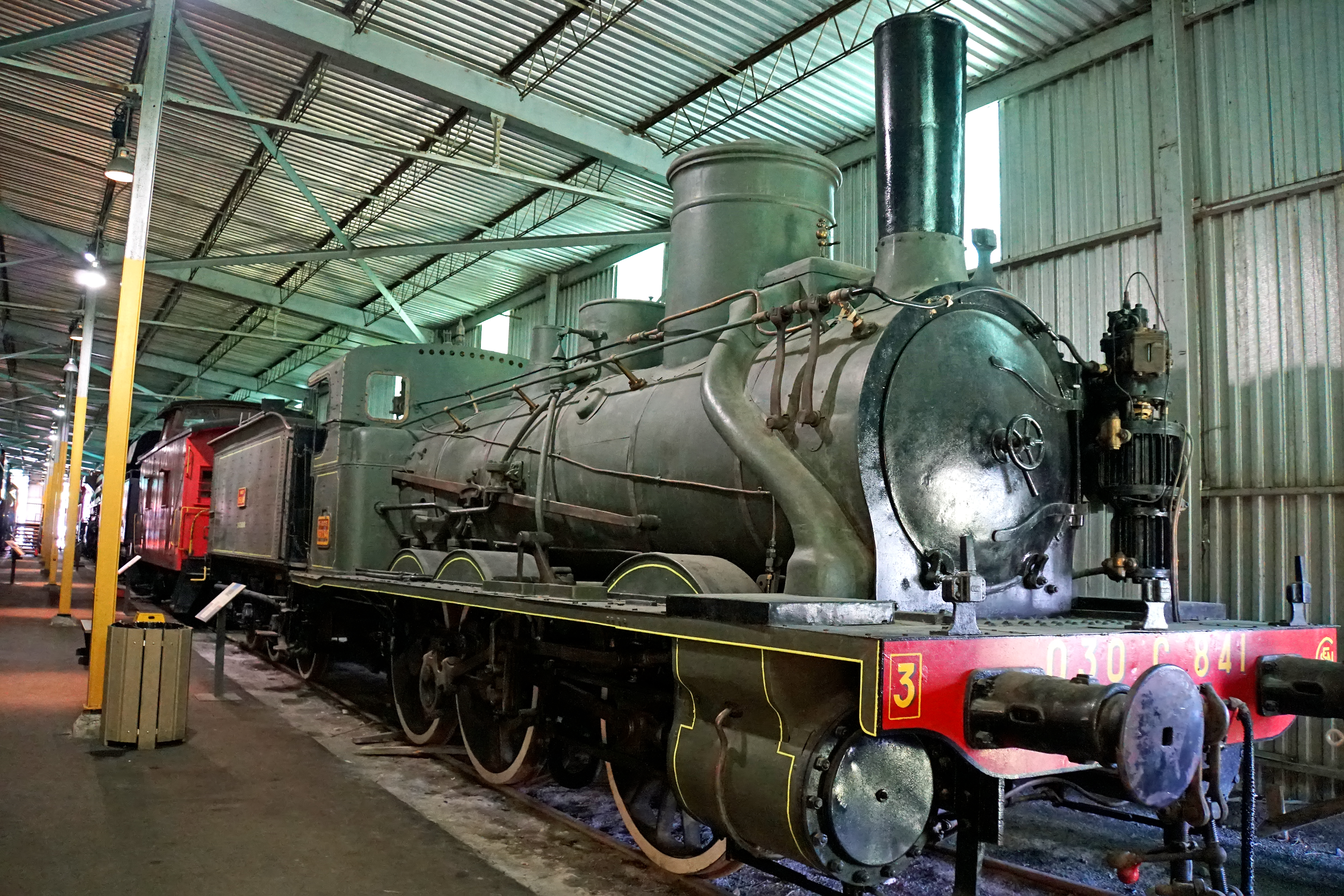
SNCF Classe 030 Ouest 1904 à 2244 030 C 841.

### Réserve fermée
Ce bâtiment sert à entreposer les matériels susceptibles d'évoluer sur le triage, et notamment la machine à vapeur John-Molson 2-2-2. Elle contient également une partie du matériel mis en réserve ou en perspective de rénovation par le musée. On note notamment la présence dans les réserves du musée:
- le MP&IR 1046, un tramway bâti en 1902.
- le MTC 3517, tramway PCC construit en 1944. Le tramway PCC est un type de tramway construit à partir des années 1930 pour tenter de concurrencer l'automobile.
- Divers chasse-neiges (chasse-neige Soulanges, tramway balais OTC A-2, Chasse-neige rotatif CNR 53361).

Chaque année, le musée organise une session "trésors cachés" thématique qui permet de visiter certains des véhicules,.

### Expositions extérieures de matériel

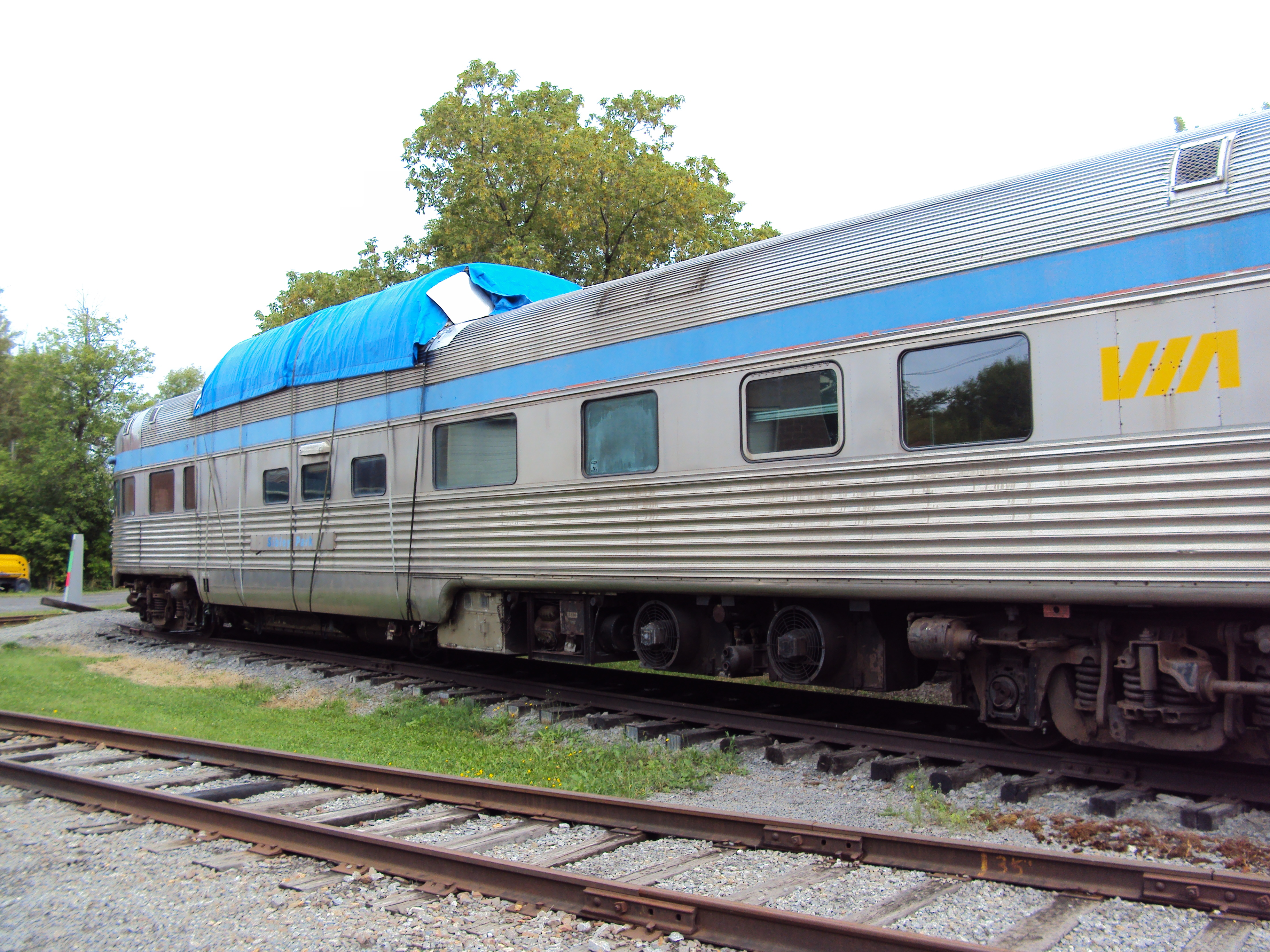
Voiture Parc Sibley.

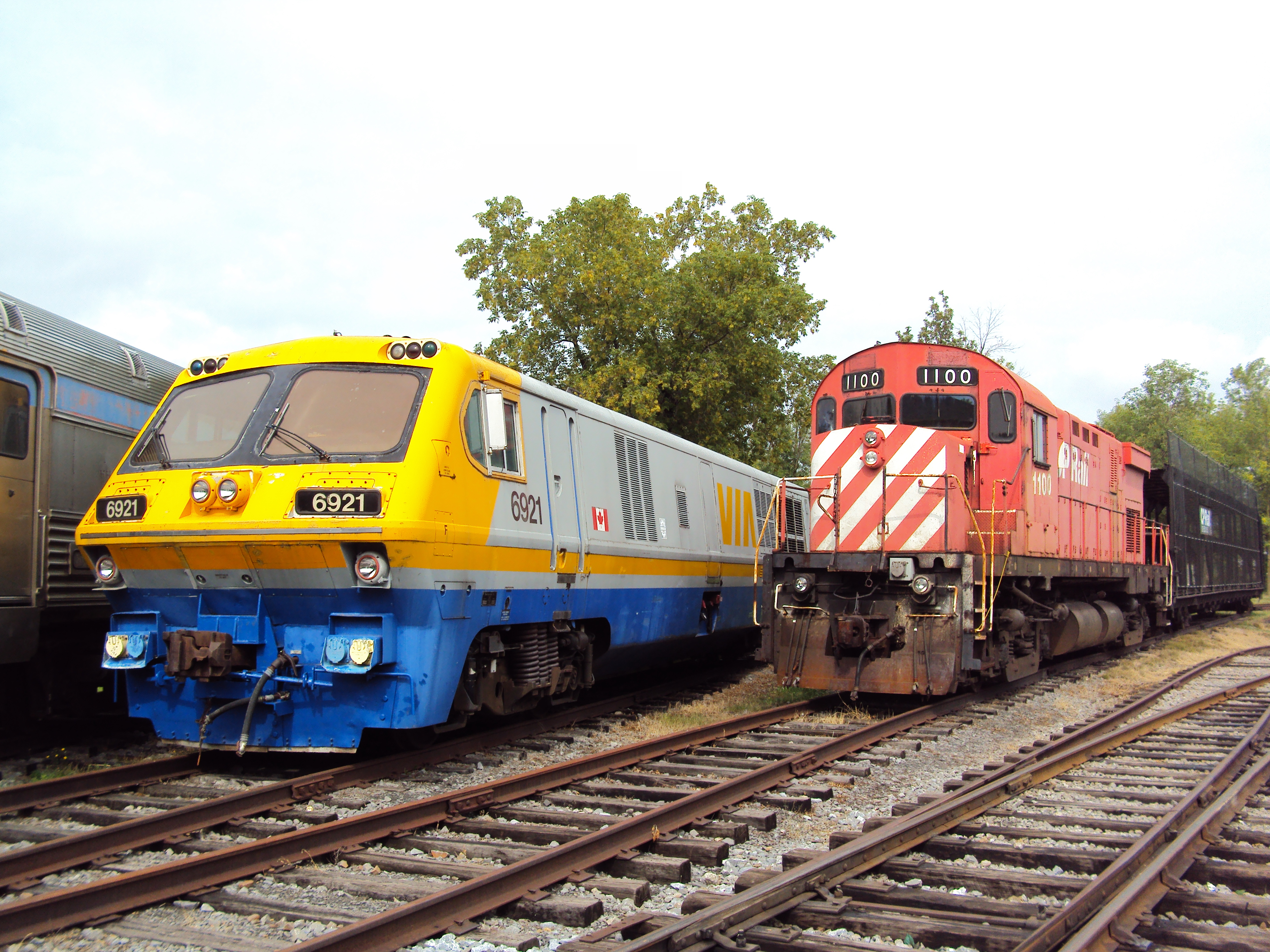
Locomotives LRC et CP 1100.

On peut observer sur les voies extérieures de très nombreuses pièces de la collection, locomotives et voitures de voyageurs ou spécifiques. Les véhicules exposés sont régulièrement modifiés au gré des prêts que le Musée ferroviaire canadien est amené à faire, mais on note la présence des engins et voitures suivants:
- VIA 6921: cette locomotive de rame LRC est présentée sur le faisceau. Le LRC (pour Léger, Rapide et Confortable) est une série de trains conçus par un consortium de Montreal, constitué de Montreal Locomotive Works et Alcan, pour le transport à grande vitesse des passagers en utilisant des voitures et locomotives légers sur des lignes de chemin de fer existantes. Les LRC adoptent la technique pendulaire pour compenser la force centrifuge dans les courbes. C'est finalement Bombardier Transport ayant acheté MLW qui produisit les rames qui furent achetées par Via Rail. Elles roulent dans le corridor Québec-Windsor, soit le plus peuplé au Canada.
- CP 1100: Cette locomotive a été fabriquée par Montreal Locomotive Works en 1965 et immatriculée sous la référence CP 4236. Elle est retirée du service en 1995, convertie en voiture de contrôle la même année, avant d'être renumérotée 1100 en 1995. Elle est retirée en 2004 et donnée au musée en 2008.
- Voiture Parc Sibley: Les Voitures Parc portent chacune le nom d'un parc fédéral canadien. Il s'agit de voitures lit avec 1 chambre triple, 3 chambres double, 24 sièges dans le dôme d'observation panoramique, 1 salle de bain commune, 1 bar et 1 salon panoramique à l’arrière. VIA Rail a fait don de la voiture Parc Sibley au musée lorsqu'elle a cessé de l'exploiter[20]. Ces voitures de très grand luxe occupent encore à ce jour la queue des trains Canadien et Jasper-Prince Rupert pendant la saison estivale. Elles peuvent être aussi ajoutées à l’Océan et au Winnipeg-Churchill.
- C.P.R. 9069 Dayliner: cet autorail fut construit en 1956 par Budd Car Co. Originellement, il desservait aux États-Unis plusieurs lignes de banlieue. Son concept modulaire lui permettait de desservir des lignes secondaires et lignes principales avec des fluctuations importantes de passagers. Il peut être utilisé en convoi de plusieurs unités. Le Canadien Pacifique a utilisé plusieurs de ces autorails dans des convois d'un maximum de 10 véhicules sur la banlieue de la région de Montréal[21].

### Prêts issus de la collection
La taille de la collection du Musée ferroviaire canadien et son statut de musée de référence pour le Canada lui permet de mener une politique de prêts envers d'autres musées ferroviaires canadiens. Les musées et organisation ci-dessous possèdent des objets de la collection en prêt.
| Type de partenaire      | nom de l'hôte                                                          |
| ----------------------- | ---------------------------------------------------------------------- |
| Division ACHF           | New-Brunswick Railway Museum Hillsborough, NB                          |
| Division ACHF           | Smiths Falls Railway Museum of North-Eastern Ontario, Smiths Falls, ON |
| Division ACHF           | Revelstoke Railway Museum, Revelstoke, BC                              |
| Division ACHF           | Prince George Railway & Forestry Museum, Prince George, BC             |
| Organisation partenaire | Edmonton Radial Railway Society, Edmonton, AB                          |
| Organisation partenaire | Alberta Railway Museum, Edmonton, AB                                   |
| Organisation partenaire | Chemin de fer Canadien Pacifique Calgary, AB                           |

## Animations extérieures

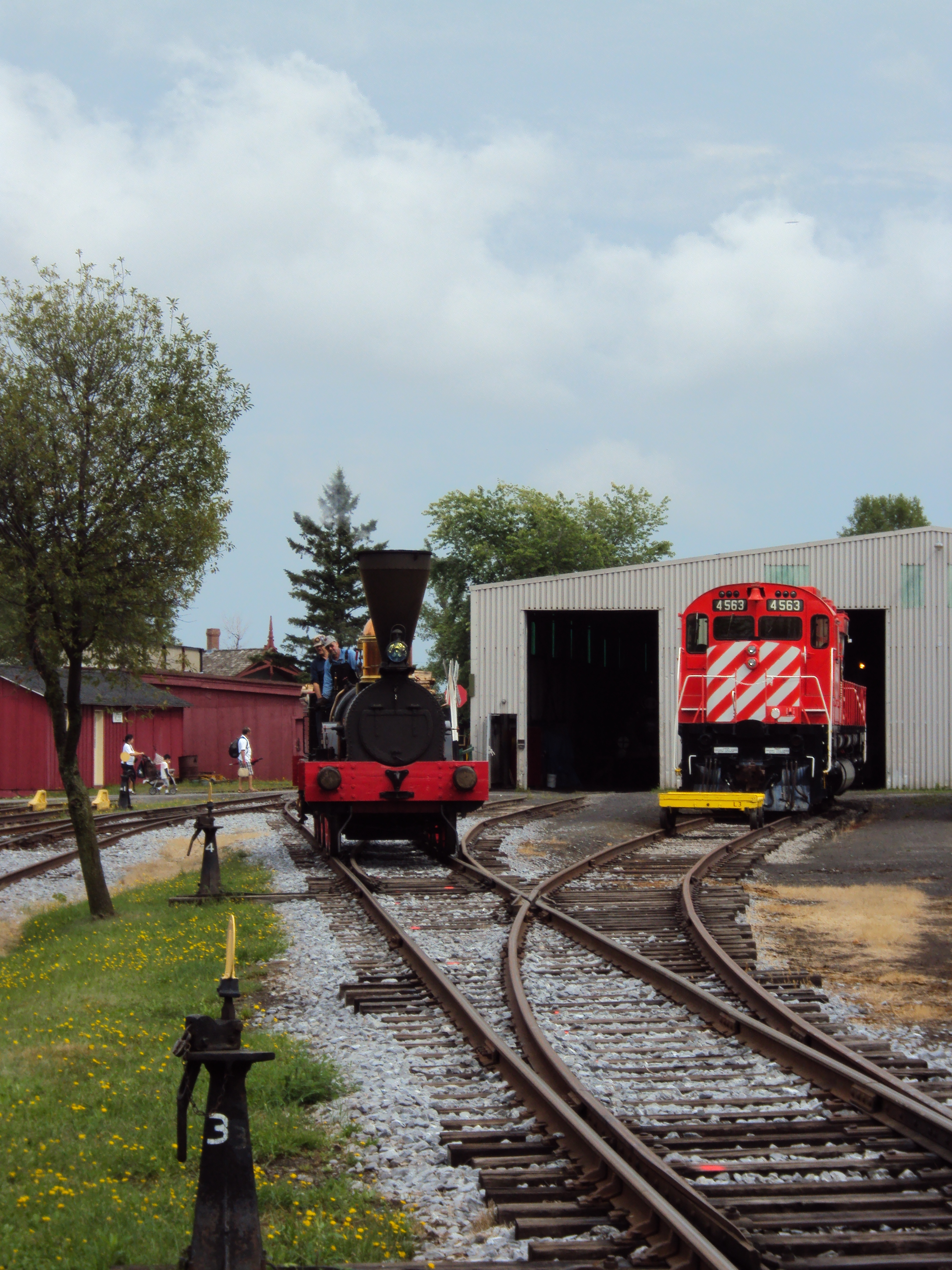
Présentations dans la cour de triage.

L'intégralité de la plateforme ferroviaire extérieure du musée peut être parcourue par les visiteurs. De nombreuses animations y sont proposés. Certaines sont destinées aux enfants telle le Chemin de fer miniature, à la détente et à la visite en famille, avec le tramway de Montréal. En plusieurs emplacements, sont par ailleurs stockés sur voies des wagons, des voitures et des locomotives. La totalité de la plateforme ferroviaire que constitue le musée, et qui occupe près de 40 hectares[réf. nécessaire] peut être parcourue à pied ce qui donne la possibilité aux visiteurs d'observer et de photographier les matériels, constructions et objets avec une grande liberté.
La cour de triage présente plusieurs  pièces de la collection et est le théâtre de fréquents mouvements ferroviaires. Un sentier des découvertes a été ouvert en 2011 qui traverse cette cour en reliant le pavillon Angus à la gare Barrington, puis rejoignant la gare et pour finir débouche sur l'édifice Hays et la réserve ouverte. Sur le parcours, des îlots thématiques, présentent les métiers du rail et leur impact social. Un travail muséologique important a été mené avec des points d’interprétation prévus tout au long du sentier.

### Train miniature d'extérieur
Un circuit en huit consacré à un chemin de fer miniature permet d'embarquer derrière une reproduction d'une locomotive diesel. Cette locomotive, livrée fin 2010, est à la norme 7 ¼ pouces. Numérotée 1751 elle est décorée avec une livrée authentique vert et or du Canadian National. La locomotive mesure 8 pieds de long et son poids est de 875 livres. Elle a été fabriquée sur mesure aux États-Unis. Elle est motorisée par un engin à deux cylindres Briggs et Stratton avec transmission hydraulique. Chaque essieu possède son propre dispositif hydraulique. Cette locomotive est une réplique de la première locomotive diesel numérotées de 1700 à 1750. Le numéro 1751 a été choisi pour l'engin d'Exporail.

### Boucle de tramway

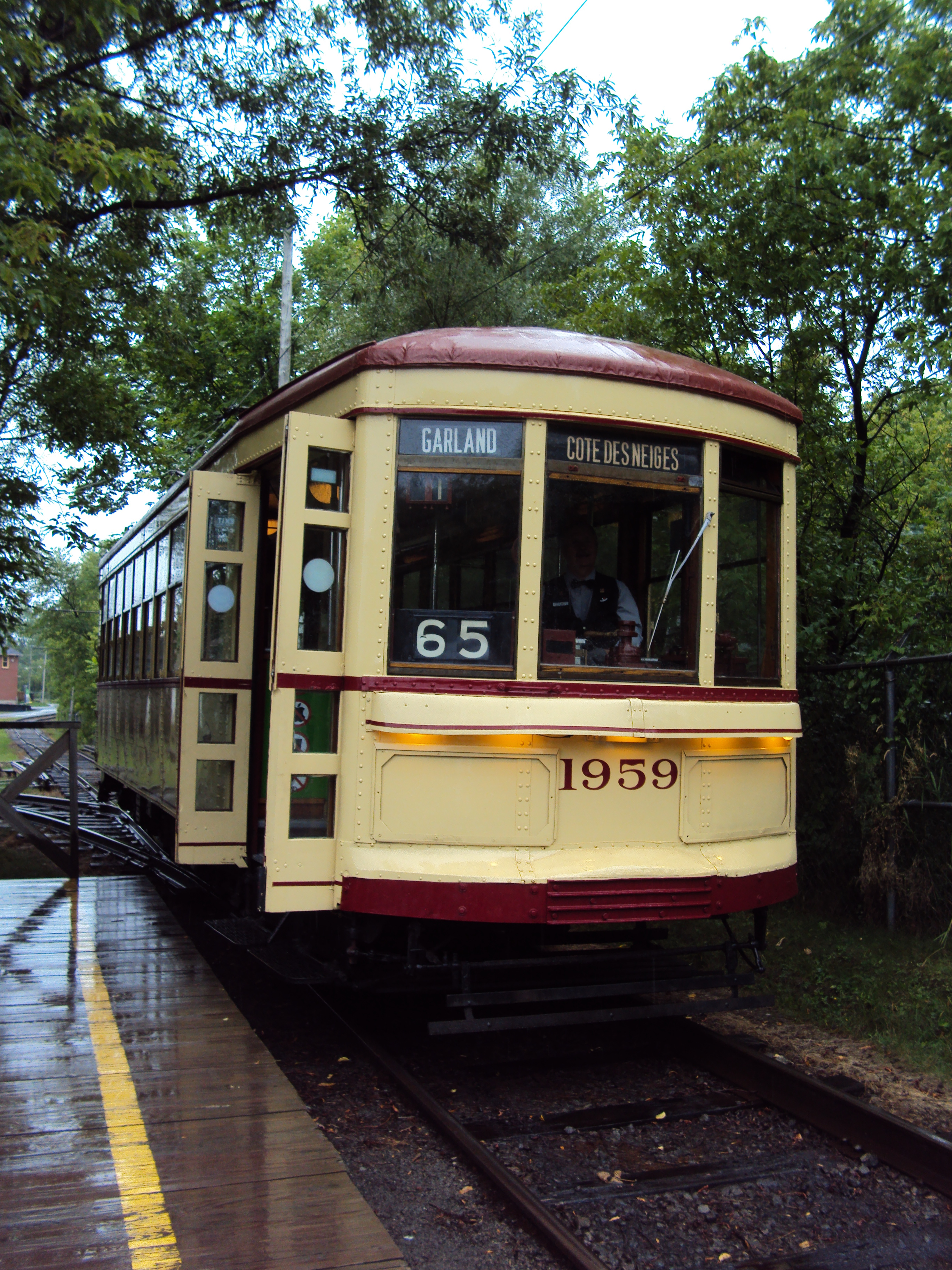
Tramway 1959 en attente devant la station d'entrée du musée.

Le musée est entouré d'une ligne à voie normale en boucle parcourue par un ancien tramway de Montréal en fonction tous les jours de 10 h à 17 h de mai à octobre. Les visiteurs peuvent emprunter gratuitement ce Tramway dans l'une des 4 stations du parcours. Il leur permet d'observer les évolutions extérieures de matériels dans le musée et les collections exposées dans les triages, et les reproductions de bâtiments historiques. Il est possible d'embarquer et de débarquer dans les quatre stations.
Le tramway utilisé est le modèle référencé MTC 1959, qui fut en service dans les rues de Montréal entre 1928 et 1959. Ce tramway était utilisé majoritairement sur les circuits Côte des Neiges 65 (sa plaque frontale actuelle en vigueur sur le musée vient de ce circuit), Guy-Beaver Hall 14, le Windsor-Snowdon 83, Bélanger 95, Papineau 45 et Rosemont 54. Retiré du service en 1959, quelques semaines avant la fin des transports par tramways de Montréal, il est légué au Musée ferroviaire canadien en 1963. Sa mise en service au Musée a lieu en 1987 à l'occasion de la mise en service de la boucle.
Il est retiré du service de la boucle en 2001 pour subir une grande révision, financée à hauteur de 100 000 $ca par le programme Fonds de développement de la Métropole. Sa restauration complète, en incluant les contributions des bénévoles est évaluée à 175 000 $ca.
- Les arrêts du Tramway 1959 dans le musée Exporail sont les suivants:
  - À l'entrée du musée sur la droite.
  - Au point de départ du chemin de fer miniature.
  - Au croisement situé devant la gare Barington.
  - Devant l'édifice Hays.

### Train du dimanche
Les dimanches après-midi en saison, le train du Musée propose une balade aux visiteurs. Cette balade d'une durée de 15 minutes sur un bref parcours, au départ de la station de débarquement du Musée Express et jusqu'à la Montée des Bouleaux. Les départs ont lieu à tous les 15 minutes environ, entre 13h et 16h45.

### Matériels et constructions statiques
- Pont tournant: restauré par l'association dans les années 1990, il est classé et inscrit à l'inventaire du patrimoine canadien[26]. Il a été fabriqué au Canada par la société montréalaise Canadian Car and Foundry et est constitué de métal, de bois et d'acier. Il mesure 21 mètres de long, et 4 mètres de large. Il est fonctionnel et manœuvré à la main lors de présentations réalisées au musée.
- Le site inclut 2 gares : la gare Barrington et la gare Hays, reproduction d'une gare des années 1950

### Évolutions ferroviaires

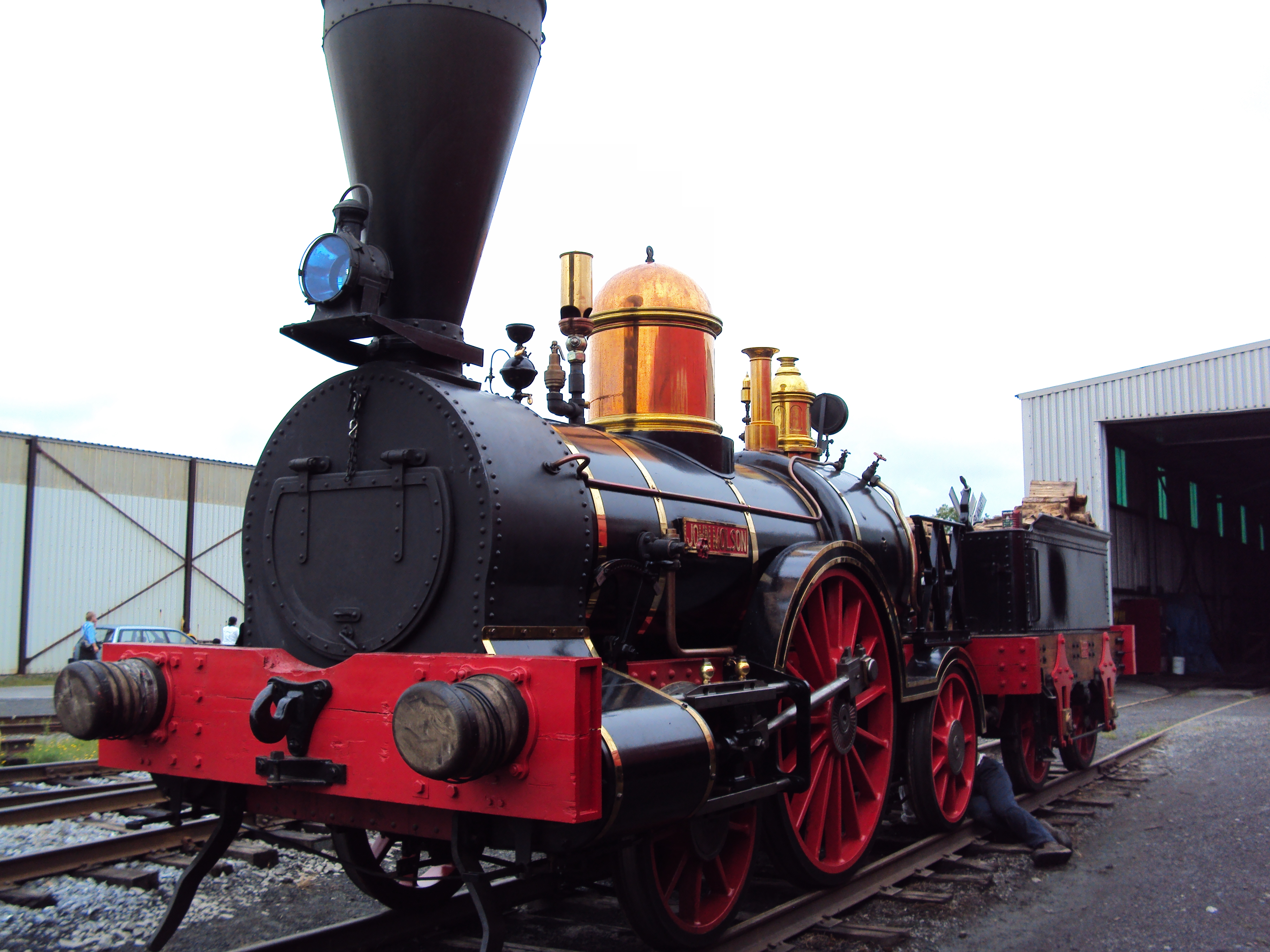
Reproduction de la 2-2-2 John-Molson.

Plusieurs locomotives peuvent être amenées à évoluer sur le triage. Ces évolutions sont de véritables attractions, qui permettent en particulier sur les locomotives à vapeur, d'observer de très près la mise en opération des engins présentés. Les évolutions consistent généralement en de courts aller-retour entre sur le triage et en direction de l'édifice Hays, voir sur le pont tournant ce qui laisse de nombreuses possibilités d'observation de manœuvres mais aussi de manipulations (par exemple des aiguillages).
- La 2-2-2 "John-Molson" qui est présentée sur les triages a été construite en 1970 par un consortium composé des entreprises Mitsui and Company, Kawasaki Rolling Stock Company, et Kyosan Industrial Company pour le musée. Elle est chauffée au bois, comme l'original construit par Kinmonds, Hutton, and Steel of Dundee, Écosse[27].

Il s'agit d'une réplique d'un exemplaire de 1849. La série de locomotives dont est issue la réplique est un acteur majeur de l'histoire du chemin de fer canadien. L'invention du chemin de fer au Royaume-Uni en 1825 attire l'attention d'un groupe d’hommes d’affaires de Montréal, dont le brasseur John Molson. Ces derniers décident d'investir dans la première compagnie de chemin de fer du Canada qui relie le 21 juillet 1836 le village de La Prairie et celui de Saint-Jean-sur-Richelieu au sud de Montréal. Cette première locomotive à vapeur opérant à proximité de Montréal était de petite taille mais pouvait parcourir rapidement les 23 kilomètres qui séparent les deux villages avec quelques wagons été comme hiver. Lors de ses évolutions dans le musée la John Molson réalise des aller-retour entre la réserve fermée et la gare située devant l'édifice Hays. Une filiale de Kinmonds, Hutton, and Steel of Dundee fut établie à Montréal en 1953 et livra 11 de ces locomotives pour la compagnie ferroviaire Grand Trunk. La filiale ferma ses portes en 1857.
- La 4563 du CP Rail, construite par Montreal Locomotive Works M-630 en 1969 et alors immatriculée CP 4575. En 1971 elle est renumérotée CP 4563 et donnée au musée en 1995. Elle est fonctionnelle et peut évoluer sur le faisceau de triage aux côtés de la John-Molson.

## Galerie de photos

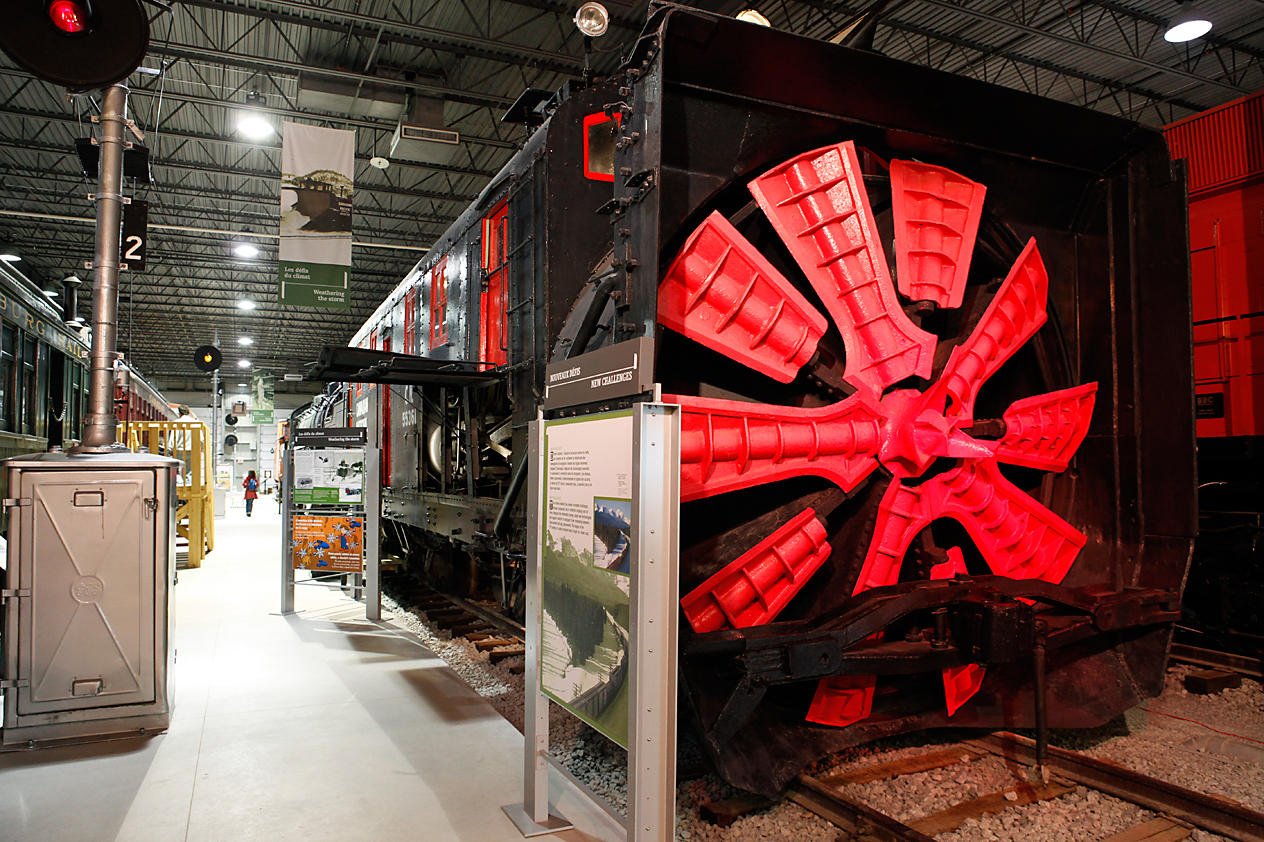
Fraise à neige.
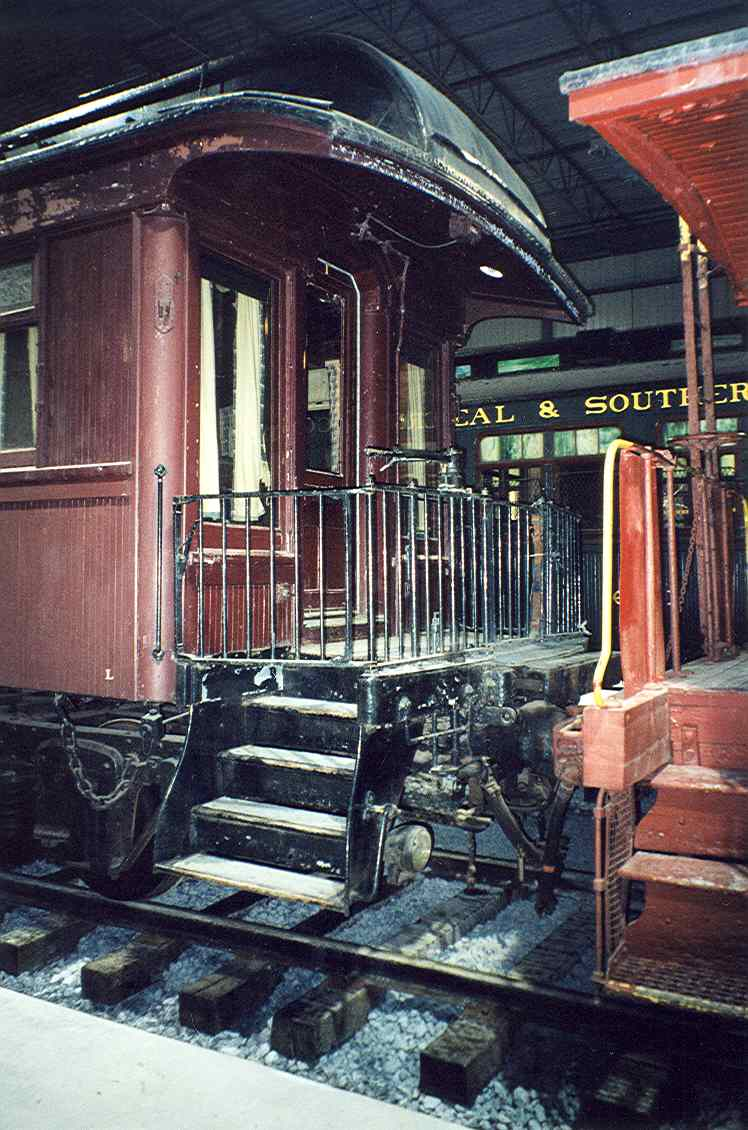
Voitures Pullman.
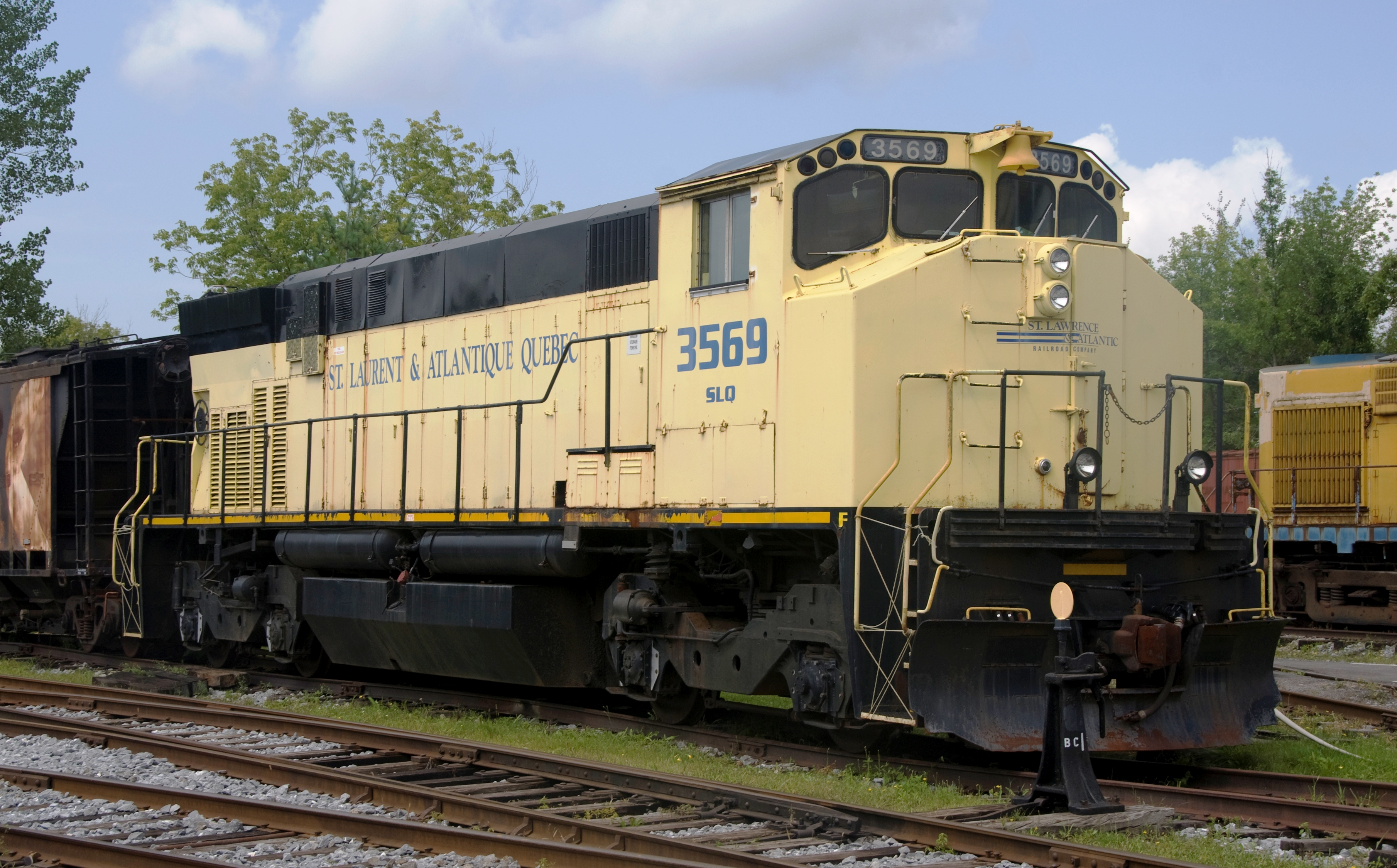
St Laurent and Atlantic Railway M420W no 3569.